# Тартрат меди(II)
Тартрат меди(II) — органическое химическое соединение,
соль меди и винной кислоты с формулой CuC4H4O6,
светло-синие кристаллы,
не растворяется в воде,
образует кристаллогидраты.

## Получение
- Обменная реакция нитрата меди и тартрата натрия:

{\displaystyle {\mathsf {Cu(NO_{3})_{2}+Na_{2}C_{4}H_{4}O_{6}\ {\xrightarrow {}}\ CuC_{4}H_{4}O_{6}\cdot 3H_{2}O\downarrow +2NaNO_{3}}}}

## Физические свойства
Тартрат меди(II) образует светло-синие кристаллы.
Не растворяется в воде.
Образует кристаллогидраты состава CuC4H4O6•3H2O — светло-зелёные кристаллы.

## Химические свойства
- Растворяется в избытке тартрата щелочного металла, образуя реактив Фелинга.